# ونتیمیلیا
وِنْتیمیلیا (به ایتالیایی: Ventimiglia) یک کومونه در ایتالیا است که در استان ایمپریا واقع شده‌است.

## خصوصیات
وِنْتیمیلیا ۵۴٫۰۱ کیلومترمربع مساحت و ۲۵٬۷۶۳ نفر جمعیت دارد و ۹ متر بالاتر از سطح دریا واقع شده‌است.